# Ponte Pegasus
Pegasus fu il nome in codice dato ad un ponte ribaltabile sul canale di Caen, vicino alla città di Ouistreham. Il ponte era uno dei principali obiettivi della 6ª Divisione aviotrasportata britannica, che atterrò con alcuni alianti nelle sue vicinanze durante lo sbarco in Normandia, nella notte fra il 5 e il 6 giugno 1944. Da allora il ponte ha preso permanentemente il nome Pegasus Bridge (Ponte Pegasus), a memoria dell'operazione.
Lo scopo primario della cattura del Pegasus Bridge era quella di rendere sicuro il fianco orientale dello scenario operativo, prevenendo un contrattacco che avrebbe spazzato via l'intera forza di invasione.
L'assalto iniziale venne eseguito da 181 soldati con 6 alianti Horsa, capitanati dal maggiore John Howard. Essi atterrarono a una cinquantina di metri dal ponte, 16 minuti dopo la mezzanotte del 6 giugno. Le poche guardie tedesche che sorvegliavano la struttura, nonostante la vicinanza, non udirono gli alianti atterrare e furono così messe fuori combattimento dopo un conflitto a fuoco durato una decina di minuti, facendo del ponte il primo obiettivo catturato durante il D-Day. Fra i militari rimasti uccisi nell'operazione ci fu il tenente Den Brotheridge, che fu la prima vittima alleata del D-Day.
Ulteriori elementi della 6ª Divisione aerotrasportata atterrarono con alianti e paracadute durante il giorno per rinforzare la difesa del ponte, fino a quando lo stesso non venne rilevato da unità terrestri britanniche. La prima unità terrestre a giungere sul posto fu il 6º Commando, guidato da Lord Lovat, che arrivò al suono della cornamusa scozzese del suo suonatore personale Bill Millin. Più tardi, durante il medesimo giorno, arrivarono dalla spiaggia Sword unità della 3ª divisione di fanteria britannica, che presero in consegna il ponte.
Nelle immediate vicinanze del sito dello scontro si trovano ora un museo e un monumento dedicato al maggiore Howard. L'elemento principale del museo è il ponte stesso. Nel 1993 il ponte originale fu sostituito da uno più moderno: il vecchio ponte era ormai troppo stretto per il traffico odierno e la sua struttura non poteva sopportare ancora a lungo ulteriori sollecitazioni. Il nuovo ponte fu costruito identico all'originale, ma un po' più largo e più grande. I francesi inizialmente avevano intenzione di smantellare quello vecchio, ma veterani inglesi lo comprarono per la cifra simbolica di una sterlina. Il ponte rimase abbandonato nei campi circostanti per sei anni fino a quando non furono trovati i fondi per sistemarlo nel giardino del museo, dove si trova ora.
Fanno parte dell'esposizione anche uniformi, medaglie e mezzi degli uomini che presero parte all'operazione, inclusa la cornamusa di Bill Millin. Recentemente è stata costruita, vicino al vecchio ponte, una replica in scala reale di un aliante Horsa.